# Viktor Rydberg
Abraham “Viktor” Rydberg (Jönköping, 18 de desembre de 1828 – Djursholm, 21 de setembre de 1895) va ser un escriptor suec i un membre de l'Acadèmia Sueca (1877-1895). "En primer lloc un idealista clàssic", "Viktor Rydberg, poeta, novel·lista, assagista, filòsof idealista i una de les figures prominents en la vida intel·lectual de Suècia en la segona meitat del segle XIX",